# Revere (Massachusetts)
Revere és una ciutat dels Estats Units a l'estat de Massachusetts. Segons el cens del 2007 tenia 55.341 habitants.

## Demografia
Segons el cens del 2000, Revere tenia 47.283 habitants, 19.463 habitatges, i 11.872 famílies. La densitat de població era de 3.089 habitants/km².
Dels 19.463 habitatges en un 25,5% hi vivien nens de menys de 18 anys, en un 41,8% hi vivien parelles casades, en un 13,9% dones solteres, i en un 39% no eren unitats familiars. En el 32,7% dels habitatges hi vivien persones soles el 12,4% de les quals corresponia a persones de 65 anys o més que vivien soles. El nombre mitjà de persones vivint en cada habitatge era de 2,41 i el nombre mitjà de persones que vivien en cada família era de 3,09.
Per edats la població es repartia de la següent manera: un 21% tenia menys de 18 anys, un 7,9% entre 18 i 24, un 32,6% entre 25 i 44, un 21,8% de 45 a 60 i un 16,6% 65 anys o més.
L'edat mediana era de 38 anys. Per cada 100 dones de 18 o més anys hi havia 89,9 homes.
La renda mediana per habitatge era de 37.067 $ i la renda mediana per família de 45.865$. Els homes tenien una renda mediana de 36.881 $ mentre que les dones 31.300$. La renda per capita de la població era de 19.698$. Entorn de l'11,9% de les famílies i el 14,6% de la població estaven per davall del llindar de pobresa.

## Poblacions més properes
El següent diagrama mostra les poblacions més properes.